# Andrew Tate
Andrew Tate, rodným jménem Emory Andrew Tate III (* 1. prosince 1986 Washington, D.C.) je britsko-americká internetová celebrita, podnikatel a bývalý profesionální kickboxer.
Tate se kickboxu začal věnovat v roce 2005 a v roce 2009 získal svůj první mistrovský titul. Širší pozornost na sebe upoutal v roce 2016, kdy se objevil v britské reality show Big Brother a byl z ní vyřazen poté, co jeho komentáře na sociálních sítích vyvolaly kontroverzi. Prostřednictvím svých internetových stránek začal nabízet placené kurzy a členství a proslavil se jako internetová celebrita propagující „ultra mužný a ultra luxusní životní styl“. Kvůli jeho kontroverzním komentářům mu byla pozastavena činnost na několika platformách.
Je označován za pravicového až krajně pravicového influencera s extrémně misogynní rétorikou. Tateův negativní vliv na dospívající chlapce je mimo jiné předmětem obav učitelů, odborníků na problematiku mentálního zdraví a zástupců neziskových organizací. Na konci roku 2022 byl zatčen rumunskou policií, v červnu 2023 byl obviněn ze znásilnění, obchodování s lidmi a ze založení a provozování zločinecké skupiny.

## Mládí
Emory Andrew Tate III se narodil 1. prosince 1986 ve Washingtonu, D. C. Jeho afroamerický otec Emory Tate byl šachovým mezinárodním mistrem a matka pracovala v oboru cateringu. Má mladšího bratra Tristana a sestru Janine. Vyrůstal v Chicagu ve státě Illinois a v Goshenu ve státě Indiana. Poté, co se jeho rodiče rozvedli, žil s matkou a bratrem v Anglii. Tate byl vychováván v křesťanské víře.

## Osobní život
V roce 2017 se Tate přestěhoval ze Spojeného království do Rumunska. Uvedl, že se přestěhoval, protože se mu líbí „žít v zemích, kde je korupce dostupná pro každého“, a věřil, že v Rumunsku bude menší pravděpodobnost, že bude čelit obvinění ze znásilnění. Prohlásil také, že rumunská policie bude po ženách, které oznámí znásilnění, požadovat „důkazy“ nebo „důkaz z kamerového systému“, zatímco v západním světě, uprostřed hnutí Me Too, může podle Tatea každá žena „kdykoli v budoucnu zničit váš život“.
Tate byl vychován jako křesťan, později se stal ateistou. Počátkem roku 2022 se opět identifikoval jako křesťan a uvedl, že měsíčně odvádí 16 000 liber rumunské pravoslavné církvi. Poté, co se v říjnu 2022 rozšířilo video, na němž se modlí v dubajské mešitě, oznámil na svém účtu na Gettr, že konvertoval k islámu.
Dne 4. března 2023, kdy byl Tate uvězněn v Rumunsku, jeho právní tým po lékařské konzultaci v Dubaji uvedl, že „má na plicích tmavou skvrnu, pravděpodobně nádor“, což vyvolalo fámy související s tím, zda má rakovinu plic. Následující den, 5. března 2023, Tate na Twitteru popřel, že by měl rakovinu.

## Trestní stíhání
Dne 29. prosince 2022 byli Andrew Tate a jeho bratr Tristan Tate spolu se dvěma ženami zatčeni v Rumunsku; všichni čtyři jsou podezřelí z obchodování s lidmi a vytváření organizované zločinecké skupiny. Rumunská policie tvrdí, že skupina nutila oběti k vytváření placené pornografie pro sociální média bez příslušných důkazů. Dne 31. března byli všichni čtyři převezeni do domácího vězení. Zatím nebylo vzneseno žádné obvinění a žalobci uvedli, že mají čas do konce června, aby případ poslali k soudu. Dne 20. června 2023 obvinila rumunská prokuratura Tatea ze znásilnění, obchodování s lidmi a ze založení zločinecké skupiny. Obviněn byl také jeho bratr Tristan a další 2 osoby.
Tate a jeho bratr strávili v policejní vazbě 3 měsíce a poté byli umístěni do domácího vězení se zákazem opustit Bukurešť bez předchozího souhlasu soudu. V březnu 2024 byli opět zadrženi rumunskou policií na základě evropských zatykačů vydaných britskými justičními orgány za spáchání sexuálních trestných činů a vykořisťování osob na území Velké Británie.